# Basilique Saint Michael's
Cette  basilique n’est pas la seule basilique Saint-Michel.
La basilique Saint Michael's (de son nom en anglais) ou basilique Saint-Michel est située sur une colline surplombant la rivière Miramichi au Nouveau-Brunswick. Elle fait à présent partie de la ville de Miramichi.
Elle a été construite entre 1903 et 1921, en style néo-gothique.